# Pallavolo ai Giochi della XXIV Olimpiade - Torneo femminile
Il VII campionato di pallavolo femminile ai Giochi olimpici si è svolto dal 20 al 29 settembre 1988 a Seul, nella Corea del Sud, durante i Giochi della XXIV Olimpiade. Al torneo hanno partecipato 8 squadre nazionali e la vittoria finale è andata per la quarta volta all'URSS.

## Gironi
| Girone A                                             | Girone B                      |
| ---------------------------------------------------- | ----------------------------- |
| Corea del Sud Germania Est Giappone Unione Sovietica | Brasile Cina Perù Stati Uniti |

## Fase finale

### Finali 1º e 3º posto
|  | Semifinali       | Semifinali       | Semifinali |      |                  | Finale 1º/2º posto | Finale 1º/2º posto | Finale 1º/2º posto |  |
|  |                  |                  |            |      |                  |                    |                    |                    |  |
|  | Unione Sovietica | Unione Sovietica | 3          |      |                  |                    |                    |                    |  |
|  | Unione Sovietica | Unione Sovietica | 3          |      |                  |                    |                    |                    |  |
|  | Cina             | Cina             | 0          |      |                  |                    |                    |                    |  |
|  | Cina             | Cina             | 0          |      | Unione Sovietica | Unione Sovietica   | 3                  |                    |  |
|  |                  |                  |            |      | Unione Sovietica | Unione Sovietica   | 3                  |                    |  |
|  |                  |                  | Perù       | Perù | 2                |                    |                    |                    |  |
|  | Perù             | Perù             | Perù       | Perù | 2                | 3                  |                    |                    |  |
|  | Perù             | Perù             |            |      |                  | 3                  |                    |                    |  |
|  | Giappone         | Giappone         | 2          |      |                  | Finale 3º/4º posto | Finale 3º/4º posto | Finale 3º/4º posto |  |
|  | Giappone         | Giappone         | 2          |      |                  |                    |                    |                    |  |
|  |                  |                  |            |      |                  |                    |                    |                    |  |
|  |                  |                  |            |      |                  | Cina               | Cina               | 3                  |  |
|  |                  |                  |            |      |                  | Cina               | Cina               | 3                  |  |
|  |                  |                  |            |      |                  | Giappone           | Giappone           | 0                  |  |

### Finali 5º e 7º posto
|  | Semifinali    | Semifinali    | Semifinali |         |              | Finale 5º/6º posto | Finale 5º/6º posto | Finale 5º/6º posto |  |
|  |               |               |            |         |              |                    |                    |                    |  |
|  | Brasile       | Brasile       | 3          |         |              |                    |                    |                    |  |
|  | Brasile       | Brasile       | 3          |         |              |                    |                    |                    |  |
|  | Corea del Sud | Corea del Sud | 2          |         |              |                    |                    |                    |  |
|  | Corea del Sud | Corea del Sud | 2          |         | Germania Est | Germania Est       | 3                  |                    |  |
|  |               |               |            |         | Germania Est | Germania Est       | 3                  |                    |  |
|  |               |               | Brasile    | Brasile | 1            |                    |                    |                    |  |
|  | Germania Est  | Germania Est  | Brasile    | Brasile | 1            | 3                  |                    |                    |  |
|  | Germania Est  | Germania Est  |            |         |              | 3                  |                    |                    |  |
|  | Stati Uniti   | Stati Uniti   | 1          |         |              | Finale 7º/8º posto | Finale 7º/8º posto | Finale 7º/8º posto |  |
|  | Stati Uniti   | Stati Uniti   | 1          |         |              |                    |                    |                    |  |
|  |               |               |            |         |              |                    |                    |                    |  |
|  |               |               |            |         |              | Stati Uniti        | Stati Uniti        | 3                  |  |
|  |               |               |            |         |              | Stati Uniti        | Stati Uniti        | 3                  |  |
|  |               |               |            |         |              | Corea del Sud      | Corea del Sud      | 2                  |  |

## Podio

### Campione
Formazione: 1 Ogienko, 2 Volkova, 3 Kumysh, 4 Smirnova, 5 Sidorenko, 6 Kirillova, 7 Krainova, 8 Shkurnova, 9 Nikulina, 10 Ovchinnikova, 11 Krivosheeva, 12 Korytova, CT: -

### Secondo posto
Formazione: Cervera, de la Guerra, Fajardo, Gallardo, Garcia, Heredia, Horny, Malaga, Pérez del Solar, Tait, Torrealva, Uribe, CT: -

### Terzo posto
Formazione: Guojun, Zhao, Hou, Wang, Yang Xil., Su, Jiang, Cui, Yang Xia., Zheng, Wu, Li, CT: -

## Classifica finale
| Classifica | Squadre          |
| ---------- | ---------------- |
|            | Unione Sovietica |
|            | Perù             |
|            | Cina             |
| 4          | Giappone         |
| 5          | Germania Est     |
| 6          | Brasile          |
| 7          | Stati Uniti      |
| 8          | Corea del Sud    |